# Raiffeisenbank Hardt-Bruhrain
Die Raiffeisenbank Hardt-Bruhrain eG ist eine deutsche Genossenschaftsbank mit Sitz im Ortsteil Liedolsheim in der baden-württembergischen Gemeinde Dettenheim im Landkreis Karlsruhe.

## Geschichte
Im Jahr 1873 wurden in Liedolsheim erste Darlehnsgewährungen durch genossenschaftliche Selbsthilfeeinrichtungen vorgenommen. Aus privaten Bestrebungen wurde am 24. Februar 1874 der Liedolsheimer Darlehnskassenverein gegründet. Der Vorstand des Vereins bestand damals aus dem Vorsteher, dem Kaufmann Johann Christoph Heyl und aus vier Beisitzern, dem Bürgermeister Zimmermann, dem Metzger Friedrich Herbst, dem Ratsschreiber Johann Christoph Hager und dem Kaufmann Christian Seitz.
Durch mehrfache Fusionen in der Vergangenheit ist eine  genossenschaftliche Universalbank mit  Bankstellen in allen Ortschaften der ehemals eingegliederten Institute entstanden.
Im Jahr 1980 entstand die heute Raiffeisenbank Hardt-Bruhrain eG mit dem Sitz in Liedolsheim durch die Fusion der Raiffeisenbank Untere Hardt eG mit dem Sitz in Liedolsheim mit der Raiffeisenbank -Bruhrain- eG mit dem Sitz in Huttenheim und der Raiffeisenbank Rheinsheim e.G. mit dem Sitz in Rheinsheim. Zuvor fusionierten im Jahr 1970 die Raiffeisenbank eGmbH Neudorf bei Bruchsal mit dem Sitz in Neudorf mit der Raiffeisenbank eGmbH Huttenheim zur Raiffeisenbank Bruhrain eGmbH und im Jahr 1972 die Raiffeisenbank eGmbH Liedolsheim mit der Raiffeisenkasse eGmbH Rußheim bei Karlsruhe mit dem Sitz in Rußheim und der Raiffeisenkasse eGmbH Hochstetten mit dem Sitz in Hochstetten zur Raiffeisenbank Untere Hardt eGmbH.
In der Folgezeit sind in der Raiffeisenbank Hardt-Bruhrain eG durch Fusion zum 1. Juli 1981 der Raiffeisen H.u.G. Markt in Philippsburg, durch Verschmelzungsvertrag vom 22. Januar 1991 die Spargelerzeugergenossenschaft Hochstetten und durch Verschmelzungsvertrag vom 26. Februar 1996 die Spargelerzeugergenossenschaft Neudorf aufgegangen.

## Rechtsverhältnisse
Die Raiffeisenbank Hardt-Bruhrain eG (lt. GnR „RAIFFEISENBANK HARDT-BRUHRAIN eG“) ist im Genossenschaftsregister beim Amtsgericht Mannheim unter GnR 230071 eingetragen.

## Organisationsstruktur
Rechtsgrundlagen sind das Genossenschaftsgesetz und die durch die Vertreterversammlung beschlossene Satzung. Organe der Bank sind der Vorstand, der Aufsichtsrat und die Vertreterversammlung.

## Sicherungseinrichtung
Die Raiffeisenbank Hardt-Bruhrain eG ist der amtlich anerkannten Sicherungseinrichtung des Bundesverbandes der Deutschen Volksbanken und Raiffeisenbanken GmbH und der zusätzlichen freiwilligen Sicherungseinrichtung des Bundesverbandes der Deutschen Volksbanken und Raiffeisenbanken e.V. angeschlossen.

## Geschäftsausrichtung
Die Raiffeisenbank Hardt-Bruhrain eG betreibt das Universalbankgeschäft. Im Verbundgeschäft arbeitet sie mit der DZ Bank, R+V Versicherung, Bausparkasse Schwäbisch Hall, Teambank, VR Leasing,  DZ Hyp und der Union Investment zusammen.

## Geschäftsgebiet
Das Geschäftsgebiet liegt im Nordwesten des Landkreises Karlsruhe.
An diesen Orten betreibt die Bank Filialen:
- Liedolsheim (Hauptstelle, jur. Sitz)
- Rußheim (Geschäftsstelle)
- Rheinsheim (Geschäftsstelle)
- Graben (Geschäftsstelle)
- Neudorf (Geschäftsstelle)
- Huttenheim (Geschäftsstelle)
- Hochstetten (SB-Geschäftsstelle)